# Glay, Doubs
Glay är en kommun i departementet Doubs i regionen Bourgogne-Franche-Comté i östra Frankrike. Kommunen ligger i kantonen Hérimoncourt som tillhör arrondissementet Montbéliard. År 2022 hade Glay 340 invånare.

## Befolkningsutveckling
Antalet invånare i kommunen Glay
Referens:INSEE